# Dion Dawkins
Dion Dawkins (Rahway, 26 aprile 1994) è un giocatore di football americano statunitense che milita nel ruolo di offensive tackle per i Buffalo Bills della National Football League  (NFL).

## Carriera

### Buffalo Bills
Dawkins al college giocò a football alla Temple University dal 2013 al 2016. Fu scelto dai Buffalo Bills nel corso del secondo giro (63º assoluto) del Draft NFL 2017. Debuttò come professionista subentrando nella gara del primo turno contro i New York Jets. Due settimane dopo contro i Denver Broncos disputò la prima gara come titolare.
Nel 2021 Dawkins fu convocato per il suo primo Pro Bowl. Fu selezionato nuovamente l'anno successivo, in sostituzione di Orlando Brown Jr., impegnato nel Super Bowl LVII, e nel 2023 come titolare.

## Palmarès
- Convocazioni al Pro Bowl: 4

2021, 2022, 2023, 2024